# Orgoglio (serie televisiva)
Orgoglio è stata una serie televisiva italiana basata su un soggetto originale di Maria Venturi, trasmessa in prima visione su Rai Uno dal 2004 al 2006.

## Trama
Il serial televisivo, ambientato nell'agro romano tra il 1911 ed il 1913, narra la storia della marchesa Anna Obrofari, innamorata da giovane di Pietro Pironi, il figlio del suo fattore. La loro storia era finita a causa di una serie di malintesi: i genitori di lei avevano mandato Pietro in America con un pretesto dopo aver saputo che Anna era rimasta incinta. Lui tornerà dopo 16 anni proprio mentre lei si sta sposando con il conte Herman Ludovici, obbligata dal padre per salvare la famiglia dalla bancarotta. Basterà un solo sguardo e Anna e Pietro si innamorano come prima.
Nella terza stagione troviamo Anna e Pietro che possono stare insieme: Aurora la loro figlia, ha scoperto tutta la verità su di lei e ha perdonato la madre per non averle detto nulla. Anna muore e arriva un nuovo personaggio, Celeste Dubois, amica della donna, di cui Pietro si innamora. Aurora però si sente tradita da Celeste, ritenendo che la donna le fosse diventata amica solo per avvicinare il padre. Aurora vive un momento molto triste anche perché Tommaso Amedei, il suo fidanzato, viene dato per morto in guerra. In realtà però si trova in Sardegna privo di memoria.
Elisa Deodato ha perso Francesco perché viene arrestato, si sente tradita dai genitori di lui perché non solo non l'hanno aiutata, ma l'hanno accusata di una fuga di notizie; perderà anche il suo bambino, tornando a essere cattiva. Alla fine Tommaso torna da Aurora dopo aver riacquistato la memoria, lei perdona Celeste, Elisa scappa con Francesco dopo aver perdonato i suoi genitori. Herman finge di morire. Celeste ritrova suo figlio e vive felice con Pietro.

## Produzione
Orgoglio è uno sceneggiato in costume prodotto da Rai Fiction e Titanus in occasione del centesimo anniversario di quest'ultima. Per il grande impiego di mezzi, le antiche location e l'accurata produzione di costumi d'epoca premiata con diversi riconoscimenti, rappresenta un vero e proprio colossal per la Rai.
La storia narrata si svolge nell'Italia del primo Novecento, e principalmente nell'agro romano, tra le stanze e i giardini del Palazzo Chigi di Ariccia.
Vennero coinvolti più di 200 attori, di cui 30 protagonisti, 4000 figurazioni, 300 ballerini e musicisti per le scene di ballo e feste, con una troupe di oltre 200 persone per 40 settimane di riprese. 3300 i costumi realizzati appositamente per la serie da Valter Azzini. 400 cavalli, carrozze, calessi, motociclette, auto e altri mezzi d'epoca. 400 tonnellate di sabbia per ricostruire vicino a Roma un angolo di deserto africano finalizzato alle scene di guerra in Libia. 150 le location utilizzate, fra cui Parco Veio, il Palazzo Brancaccio di Roma, Villa Parisi e Villa Falconieri, oltre al Palazzo Chigi di Ariccia, il quale era già stato il set del celebre film Il Gattopardo di Luchino Visconti.
La serie ha avuto anche la peculiarità di essere stata il trampolino di lancio per alcuni interpreti che, dopo avervi partecipato in ruoli secondari, sono diventati alcuni tra i volti più celebri nel mondo dello spettacolo italiano degli anni duemila e duemiladieci: Cristiana Capotondi, Gabriella Pession, Primo Reggiani, Caterina Murino.
Avrebbe dovuto essere realizzata anche una quarta stagione della fiction (di cui l'autrice della serie, Maria Venturi, aveva già iniziato a scriverne il soggetto), nella quale sarebbero stati chiariti i molti punti lasciati in sospeso alla fine della terza (il segreto di Charles Dubois, il mistero della madre di Celeste, il destino di Hermann...), ma il progetto fu accantonato a causa dell'importante calo d'ascolti registrato dal terzo capitolo, imputabile all'uscita di scena della prima protagonista, interpretata da Elena Sofia Ricci.

## Distribuzione
Viene trasmessa in prima visione su Rai Uno, e replicata negli anni a venire in svariate fasce orarie da diversi canali televisivi Rai. Durante la prima stagione conquista dati d'ascolto da record, toccando un picco che supera il 40% di share e appassionando una media di circa 10 milioni di telespettatori a serata, ma subisce un brusco crollo durante la terza quindi ultima stagione, quando conseguentemente all'abbandono dell'attrice protagonista, i risultati auditel arrivano addirittura a dimezzarsi.

## Episodi
| Stagione         | Episodi | Prima TV |
| ---------------- | ------- | -------- |
| Prima stagione   | 13      | 2004     |
| Seconda stagione | 13      | 2005     |
| Terza stagione   | 13      | 2006     |

## Prima stagione
- Titolo: Orgoglio
- Soggetto: Maria Venturi
- Sceneggiatura: Gianfranco Clerici, Daniele Stroppa
- Musica: Stefano Mainetti
- Regia: Giorgio Serafini, Vittorio De Sisti
- Cast artistico: Elena Sofia Ricci, Daniele Pecci, Paolo Ferrari, Franco Castellano, Cristiana Capotondi, Imma Piro, Barbara D'Urso, Fabio Fulco, Nicola Di Pinto, Elena Russo, Vincenzo Bocciarelli, Gabriella Pession, Gianna Paola Scaffidi, Caterina Murino, Enzo De Caro, Samuela Sardo
- Puntate: 13 da 100'
- Casa di produzione: Titanus, Rai Fiction
- Prima visione assoluta: dal 29 febbraio 2004 al 26 aprile 2004 in prima serata su Rai Uno

## Seconda stagione
- Titolo: Orgoglio - capitolo secondo
- Soggetto: Maria Venturi
- Sceneggiatura: Gianfranco Clerici, Daniele Stroppa, Nicola Cometti, Donatella Fossataro
- Musica: Stefano Mainetti
- Regia: Giorgio Serafini, Vittorio De Sisti
- Cast artistico:
  - Elena Sofia Ricci
  - Daniele Pecci
  - Paolo Ferrari
  - Imma Piro
  - Gianna Paola Scaffidi
  - Franco Castellano
  - Cristiana Capotondi
  - Helene Nardini
  - Fabio Fulco
  - Luigi Saravo
  - Giusi Cataldo
  - Nicola Di Pinto
  - Elena Russo
  - Vincenzo Bocciarelli
  - Gabriella Pession
  - Caterina Murino
  - Enzo De Caro
- Puntate: 13 da 100'
- Casa di produzione: Titanus, Rai Fiction
- Prima visione assoluta: dal 3 febbraio 2005 al 10 aprile 2005[6] in prima serata su Rai Uno.

## Terza stagione
- Titolo: Orgoglio - capitolo terzo
- Soggetto: Maria Venturi
- Sceneggiatura: Gianfranco Clerici, Daniele Stroppa
- Musica: Stefano Mainetti
- Regia: Giorgio Serafini, Vincenzo Verdecchi
- Cast artistico: Elena Sofia Ricci, Daniele Pecci, Claudia Ruffo, Imma Piro, Giancarlo Previati, Paolo Ferrari, Gianna Paola Scaffidi, Franco Castellano, Cristiana Capotondi, Luigi Saravo, Lucrezia Lante della Rovere, Giusi Cataldo, Nicola Di Pinto, Elena Russo, Vincenzo Bocciarelli, Gabriella Pession, Marco Vivio, Nicolas Vaporidis, Carmine Recano.
- Puntate: 13 da 100'
- Casa di produzione: Titanus, Rai Fiction
- Prima visione assoluta: dal 29 gennaio 2006 al 13 marzo 2006 in prima serata su Rai Uno.

## Colonna sonora
La colonna sonora è stata composta e diretta da Stefano Mainetti, su un impianto classico volutamente scelto per la trama della storia ambientata nell'Italia del primo '900. L'orchestra è la Sif 309, Bulgarian Symphony Orchestra di Sofia. Il tema principale è "Per Lei", leitmotiv della fiction. Tra i solisti spiccano tre collaborazioni di rilievo: il violino di Dorina Marcova, la viola di Gabriele Croci e il pianoforte di Riccardo Biseo. La colonna sonora è stata pubblicata in 3 cd usciti contestualmente alle 3 stagioni trasmesse da Rai Uno: il primo nel 2004, il secondo nel 2005 e il terzo nel 2006, pubblicati dalla Warner Chappell in collaborazione con la Titanus. "Durante il corso dell'ascolto spicca soprattutto la generosità tematica e strumentale dell'autore, una qualità che non si ritrova facilmente nella gran parte delle colonne sonore per le odierne fiction italiane" (recensione di Maurizio Caschetto per la rivista italiana "Colonne Sonore"). Tra il 2004 e il 2006 la colonna sonora di "Orgoglio" ha ricevuto diversi riconoscimenti tra cui il premio Cinemusic al Festival di Ravello come miglior colonna sonora della fiction italiana nel 2005.

## Premi e riconoscimenti
- 2004 - Premio Magna Grecia - Migliore colonna sonora per il film TV "Orgoglio"[10]
- 2005 - Premio Fiore di Roccia - Migliore colonna sonora per il film TV "Orgoglio"[11]
- 2005 - Premio Cinemusic Ravello Festival - Miglior Tema Per fiction Italiana Per il film TV"Orgoglio[12][13]